# Hugo von Habermann der Jüngere

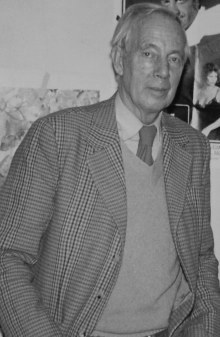
Hugo von Habermann d. J., vor seiner Malklasse in München-Schwabing (1976)

Hugo Friedrich „Fritz“ Maria Freiherr von Habermann (* 9. September 1899 in Landshut; † 30. Januar 1981 in Murnau) auch Hugo von Habermann d. J. genannt, um ihn von seinem gleichnamigen Onkel und Maler Hugo von Habermann d. Ä., 1849–1929, zu unterscheiden, war ein deutscher Maler. Er war ein langjähriges und bedeutendes Mitglied der Münchener Neuen Gruppe.

## Leben
Hugo von Habermann wurde als Sohn des Gustav Joseph Hugo Karl Freiherr von Habermann (* 8. Mai 1854 in Dillingen; † 9. August 1919 in Unsleben, Unterfranken) und seiner Frau Gabrielle Freiin Schenk von Stauffenberg (* 4. Dezember 1869) in Landshut an der Isar geboren.
Nach dem Ersten Weltkrieg besuchte er fünf Jahre lang die Akademie der Bildenden Künste München. Seine Lehrer waren Hermann Groeber und Hugo von Habermann d. Ä., sein Onkel. Von 1930 bis 1940 lebte er in Berlin. Ab 1945 war (neben dem Familiensitz in Unsleben, wo er bestattet ist) bis zu seinem Lebensende wieder München sein Wohnsitz. Im Jahre 1949 kam von Habermann zur „Münchener Neuen Gruppe“. Zusammen mit dieser Künstlervereinigung, zu deren Vorstandsmitgliedern er lange Zeit zählte, stellte er regelmäßig im Haus der Kunst in München aus.
1966 erhielt er den Seerosenpreis der Stadt München, und der Bayerische Staat würdigte 1969 sein Schaffen durch ein Stipendium für die Villa Massimo in Rom. 1971 verlieh ihm der Bundespräsident das Verdienstkreuz Erster Klasse. Die Bayerischen Staatsgemäldesammlungen und die Städtische Galerie Würzburg besitzen Bilder von Hugo von Habermann.
In den 1960er und 1970er Jahren leitete er lange Zeit eine Malklasse an der Volkshochschule München. Eine Reihe seiner ehemaligen Schüler schloss sich der Vereinigung „Spirale Sezession e. V., München“ an. Hugo von Habermann d. J. war Mitglied im Deutschen Künstlerbund, an dessen 29. Jahresausstellung in Nürnberg er noch in seinem Todesjahr teilnahm.
Zu seinen Schülern zählten u. a. Willy Nüßlein, Magda Prückner-Naguschewski, Mechtild Grave und Philipp Grieb.